# Marville-Moutiers-Brûlé
Marville-Moutiers-Brûlé är en kommun i departementet Eure-et-Loir i regionen Centre-Val de Loire strax norr om centrala Frankrike. Kommunen ligger i kantonen Dreux-Sud som tillhör arrondissementet Dreux. År 2022 hade Marville-Moutiers-Brûlé 1 027 invånare.

## Befolkningsutveckling
Antalet invånare i kommunen Marville-Moutiers-Brûlé
Referens:INSEE